# Vladimir Vermezović
Vladimir Vermezović, född 30 juni 1963 i Belgrad, Jugoslavien (nuvarande Serbien), är en serbisk fotbollstränare och före detta spelare.

## Spelarkarriär
Vermezović började sin karriär i Partizan Belgrad innan han flyttade till Spanien för spel i Sporting de Gijón och Salamanca. Han spelade även i grekiska Panionios innan han avslutade karriären i tyska Hannover 96.

## Managerkarriär
2000 blev Vermezović assisterande tränare i Partizan Belgrad för att mellan 2004 och 2005 vara huvudansvarig. Efter en kort period i slovakiska klubben Spartak Trnava så blev Vermezović manager i Kaizer Chiefs i Sydafrika.